# Maagdenhuis (Amsterdam)

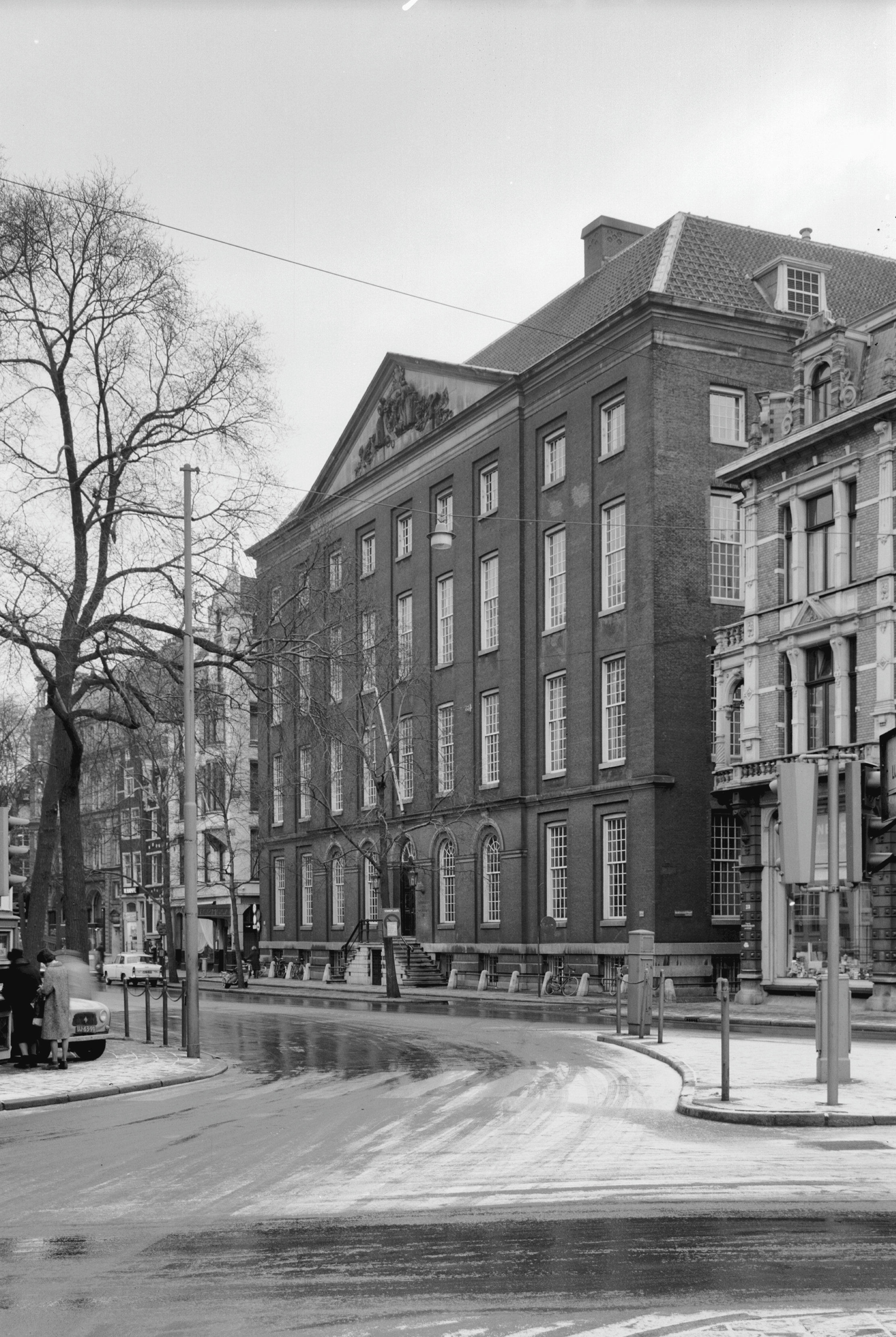
Het Maagdenhuis aan het Spui in 1965

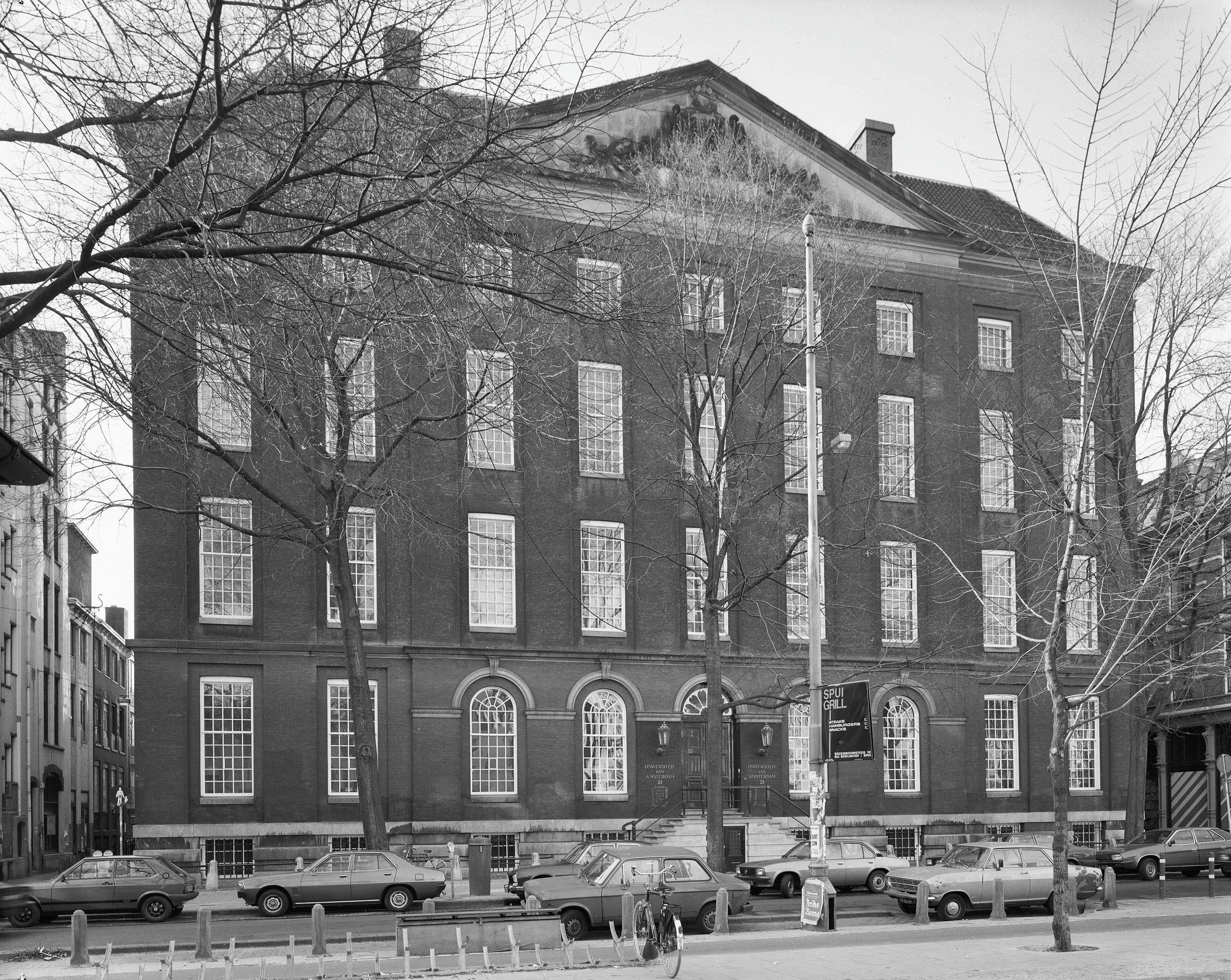
Voorgevel van het Maagdenhuis in 1980

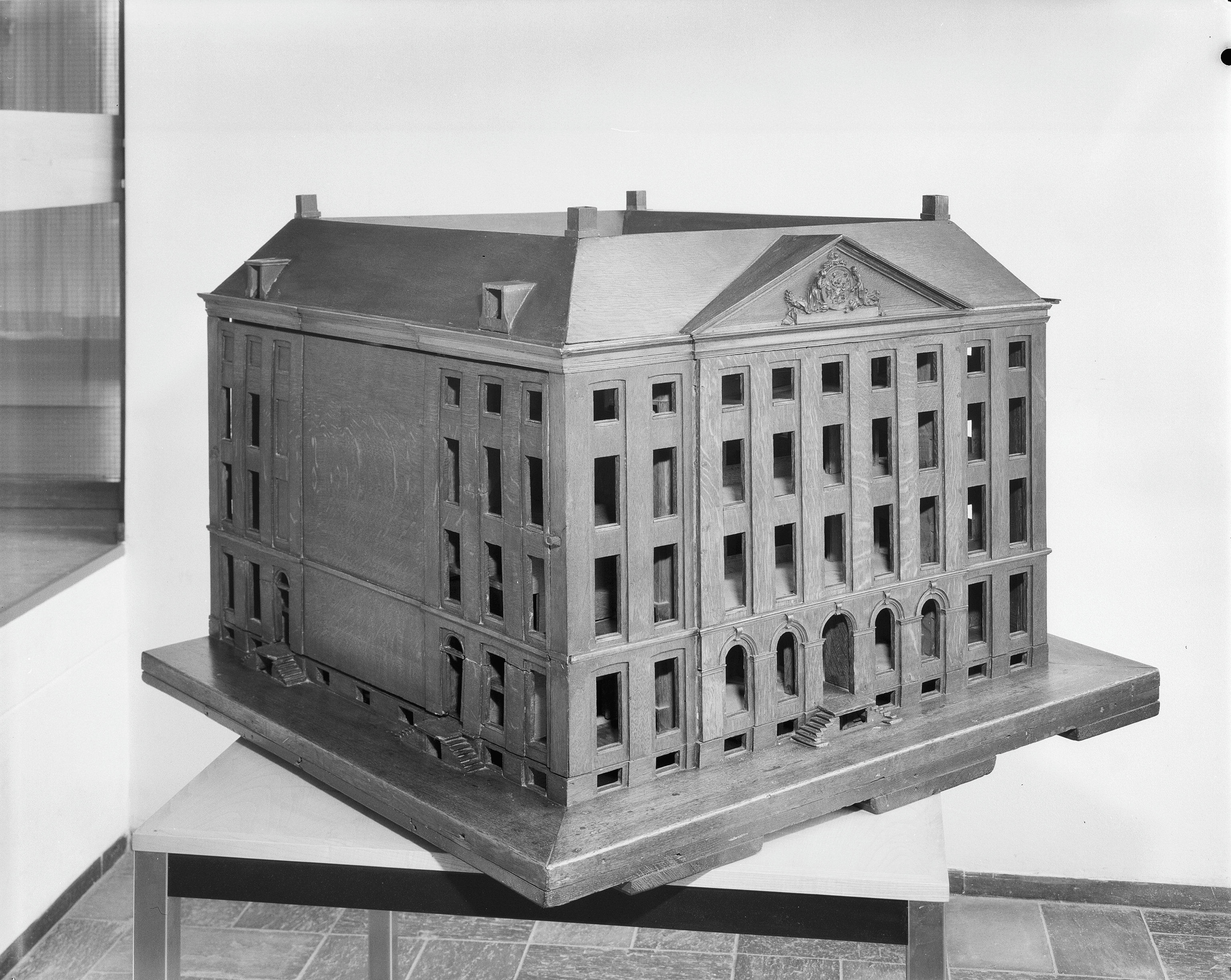
De maquette van het Maagdenhuis uit 1783, voorgevel en linkerzijgevel

In het Maagdenhuis is het bestuurlijk centrum van de Universiteit van Amsterdam gevestigd. Het gebouw stamt uit 1780 en is ontworpen door Abraham van der Hart. Op deze locatie aan het Spui bevond zich van 1628 tot 1953 het Rooms Catholijk Maagdenhuis, een weeshuis voor katholieke meisjes, dat in 1570 was ontstaan toen twee Amsterdamse vrouwen besloten de zorg voor enkele weesmeisjes op zich te nemen. Na de opheffing van het weeshuis ging de organisatie in 1970 verder als fonds voor maatschappelijke initiatieven.

## Geschiedenis
Het gebouw – met op de bovenrand van de trap aan de voorgevel de naam Maagdenhuis – werd opgetrokken tussen 1783 en 1787 naar het ontwerp van de stadsarchitect Abraham van der Hart. Het dankt zijn naam aan het doel waarvoor het werd gebouwd: een weeshuis voor meisjes. Het werd niet gebouwd of gefinancierd door het stadsbestuur, maar door de burgers – in het bijzonder die van de rooms-katholieke gemeenschap – van Amsterdam. In 1785 nam het huizenbezit van het Maagdenhuis aanzienlijk toe door de erfenis van Hendrik Jacob van Naarden. Van Naarden had in zijn testament van 15 augustus 1782 bepaald dat de regenten al zijn bezittingen moesten verkopen en het geld gebruiken voor het nieuw te bouwen Maagdenhuis. Daarmee was het een van de eerste, door het stadsbestuur gedoogde, katholieke gebouwen in Amsterdam na de alteratie van 1578, een tijd waarin de katholieken hun kerkdiensten hielden in schuilkerken.
Voor de bouw kon plaatsvinden moesten er circa negen oude panden worden gesloopt. Die stonden aan het Spui, aan de Handboogstraat en aan de Voetboogstraat. Het aanzien aan de buitenkant, het exterieur, is nagenoeg gelijk aan de staat waarin het werd gebouwd. Hoog aan de voorgevel is een van de meest fraaie onderdelen van het gebouw te zien: een timpaan met een beeldengroep van de beeldhouwer Anthonie Seisonis in de driehoek, welke op allegorische wijze verwijst naar de functie die het Maagdenhuis bijna 170 jaar heeft gehad, namelijk die van tehuis voor katholieke weesmeisjes in de leeftijd van ongeveer acht tot veertien jaar.
Het medaillon in het midden van het fronton verbeeldt de Bijbeltekst uit Markus 10:14: "Jezus zei: Laat de kinderen tot Mij komen". Het medaillon wordt geflankeerd door twee weesmeisjes, de 'twee maagden'. De elementen in de uiterste drie hoeken zijn het anker, dat symbool staat voor de hoop, het hart, dat symbool staat voor de liefde, en het kruis, dat symbool staat voor het geloof. Geloof, hoop en liefde worden genoemd in 1 Korinthe 13.
Het interieur is dermate grondig verbouwd dat nog maar weinig herinnert aan de oorspronkelijke staat. De twee kamers aan de voorzijde, die destijds bestemd waren voor respectievelijk de regenten en de regentessen, ademen nog enigszins de sfeer van het oude weeshuis. De wapens in die kamers zijn van de families van de vrouwelijke bestuurders, de regentessen. Vlakbij hangt de gedenksteen ter gelegenheid van de eerstesteenlegging op de plaats waar vroeger de kapel was.
De handgemaakte klok – op het dak van het achterste gedeelte, te zien vanaf de voormalige binnenplaats – is van 1785.
Van 1787 tot 1953 fungeerde het Maagdenhuis voornamelijk als rooms-katholiek weeshuis van de Stichting R.C. Maagdenhuis te Amsterdam. Daarna werd het verbouwd voor de Nationale Handelsbank N.V., die er in 1957 haar intrek nam. Ten slotte is het sinds 1962 bij de universiteit in gebruik ten behoeve van het bestuur, toen Presidium, later College van Bestuur genaamd, en de administratie.

## Stichting R.C. Maagdenhuis
Twee Amsterdamse vrouwen, Maria Laurens Spiegel en Aeltje Pieter Foppens, namen in 1570 de zorg op zich voor enkele meisjeswezen. Daarmee begon de lange geschiedenis van Het Roomsch Catholijck Maagdenhuis. Het weeshuis groeide snel en na verschillende verhuizingen in het centrum van de stad werd het in 1628 gevestigd aan het Spui. Het was opgericht voor katholieke weesmeisjes in de leeftijd van ongeveer acht tot veertien jaar. Jongere weesmeisjes werden vanuit het weeshuis ondergebracht in gastgezinnen. In 1780 werd besloten het complex van allerlei panden te vervangen door nieuwbouw.
In de eerste decennia bood het nieuwe gebouw plaats aan bijna vierhonderd kinderen en dertien verzorgsters. Die aantallen verschilden jaarlijks. Er was een bakkerij en een naaiatelier, waar de weesmeisjes aan het werk werden gezet en werden opgeleid voor hun toekomst. Sommigen bleven er ook wel ná hun veertiende en assisteerden dan de leiding. Gaandeweg werden er ook ongeneeslijk zieken verpleegd, onder wie veel oud-wezen. Het Maagdenhuis fungeerde niet alleen als weeshuis maar huisvestte ook andere functies voor de katholieke gemeenschap:
- Ten eerste als zetel van de Aartspriester van Holland en Zeeland, die tot het herstel van de katholieke hiërarchie in 1856 de hoogste geestelijke in West-Nederland was.
- Ten tweede als de (schuil)kerk waarin de katholieken uit deze buurt van de stad werden bediend en waarvan de ingang zich aan de zijkant van het gebouw bevond, een onopvallende deur met een trap ervoor aan de Handboogstraat.

Door het herstel van de katholieke hiërarchie in de tweede helft van de negentiende eeuw verloor het gebouw steeds meer van de voornoemde functies.
De kerk werd uiteindelijk de kapel, alleen voor gebruik door de bewoners van het Maagdenhuis. De bewoners van het Maagdenhuis vormden steeds meer een gesloten gemeenschap. Het eten bestond uit bier en brood in de morgen en vlees (oud vlees, waar eerst soep van getrokken was) in de avond. De weesmeisjes kwamen onder de hoede van de Zusters van de Liefde uit Tilburg. De Stichting R.C. Maagdenhuis bestaat nog steeds en bekommert zich vooral om de verweesden, met speciale aandacht voor de jeugd en ouderen.

## Nationale Handelsbank N.V.
Het gebouw werd verkocht aan de Nationale Handelsbank (een voorloper van de ABN) die het ingrijpend verbouwde tot bankkantoor, dat in 1957 in gebruik werd genomen. Op de oorspronkelijke binnenplaats werden grote kluizen gebouwd, waarop een vloer werd geplaatst. Daarboven kwam de huidige overkapping ter hoogte van het plafond van de eerste etage. De hal was gevuld met circa zestig metalen bureaus en de beide zijvleugels, waar thans werkkamers en vergaderzalen zijn gesitueerd, met veertig bureaus. Op de plaats van de huidige receptie was één lange balie over de hele breedte van de hal.

## Universiteit
Na de Tweede Wereldoorlog werd duidelijk dat de universiteit – als grootste van het land (terwijl een derde van de studenten uit de stad kwam) – niet meer alleen door Amsterdam bekostigd kon worden. Daarom werd – door een wijziging van de Wet op het Wetenschappelijk Onderwijs – de universiteit vanaf 1 januari 1961 zelfstandig. De uitbreiding vergde ook meer kantoorruimte. Daarvoor werd het Maagdenhuis aangekocht en in 1962 in gebruik genomen door het universitaire bestuur, toen bestaande uit Presidium, College van Curatoren en College van Rector en Assessoren.
Tegelijkertijd groeide er ook een jongerenbeweging die in opstand kwam tegen gevestigde structuren, tradities en autoriteiten. Ook studenten speelden daarbij een belangrijke rol. De populariteit ervan werd in de hand gewerkt door de ontzuiling in die jaren. Het beeld van het Lieverdje op het Spui was een verzamelplaats voor happenings. Dit activisme sloeg over naar de universiteit toen door studenten werd aangedrongen op inspraak en democratischer verhoudingen. Dat leidde tot de bezetting van het Maagdenhuis in mei 1969.

## Bezettingen

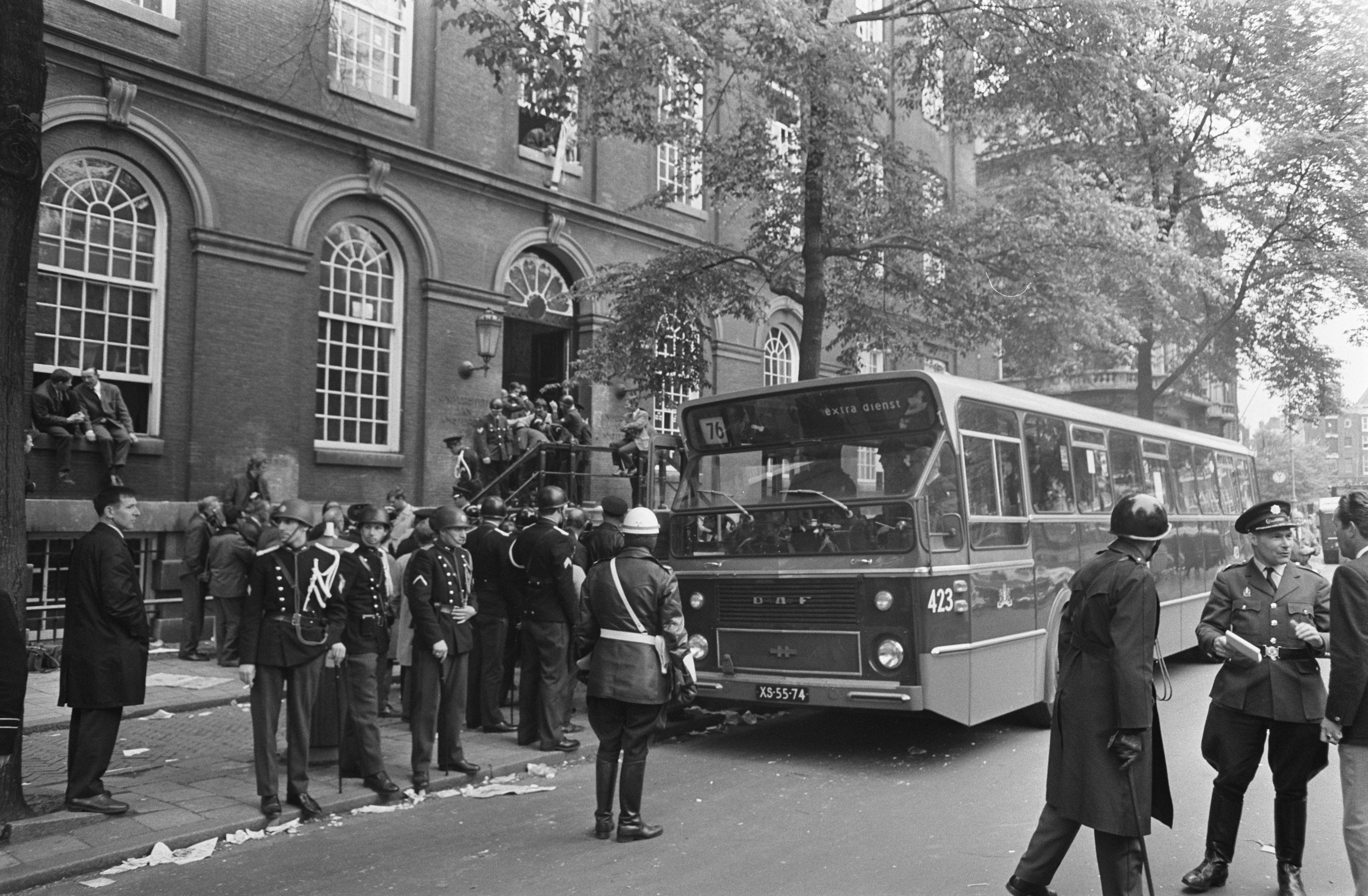
Studenten worden afgevoerd in gevorderde GVB bus

Het Maagdenhuis werd landelijk bekend toen het in mei 1969 vijf dagen lang (16 t/m 21 mei) werd bezet door studenten die inspraak eisten in het universiteitsbestuur. De actie paste in een landelijke trend die 6 mei startte op de Katholieke Hogeschool in Tilburg. Deze bezetters noemden hun universiteit de 'Karl Marx-universiteit'. De Wet Universitaire Bestuurshervorming bracht de afschaffing van voornoemde bestuursgeleding en daarvoor in de plaats kwamen een College van Bestuur en een gekozen Universiteitsraad. Een week later volgde de bezetting van het Maagdenhuis.
Daarna werd het Maagdenhuis nog diverse malen bezet. In 1978 twee keer uit protest tegen wijzigingen in de Wet Modernisering Universitaire Bestuursstructuur; in 1980 uit protest tegen het niet benoemen van twee vrouwelijke hoogleraarskandidaten; in 1986 uit protest tegen wijzigingen in de studiefinanciering; en voorts in 1990, 1993 en 1996.
In februari 2005 werd het Maagdenhuis voor de tiende maal bezet, ditmaal door de studenten (en enkele scholieren) van actiegroep MHBZ, als protest tegen de plannen van staatssecretaris Mark Rutte om het wettelijke collegegeld na vijfenhalf jaar studie te verhogen en zijn plannen om de medezeggenschap op hogescholen en universiteit verder in te perken. De bezetting duurde zeven uur. Rond twee uur 's nachts werd het Maagdenhuis door de Mobiele Eenheid ontruimd. De meeste studenten zijn hierna veroordeeld tot het betalen van een geldboete.
In juni 2006 werden studenten en medestanders die geen schuld hebben erkend door het Hof in Amsterdam vrijgesproken. Omdat er op het moment van de actie in het Maagdenhuis een openbare lezing gaande was, was er volgens het Hof geen sprake van lokaalvredebreuk, het enige waarvoor zij vervolgd werden.

### 2015

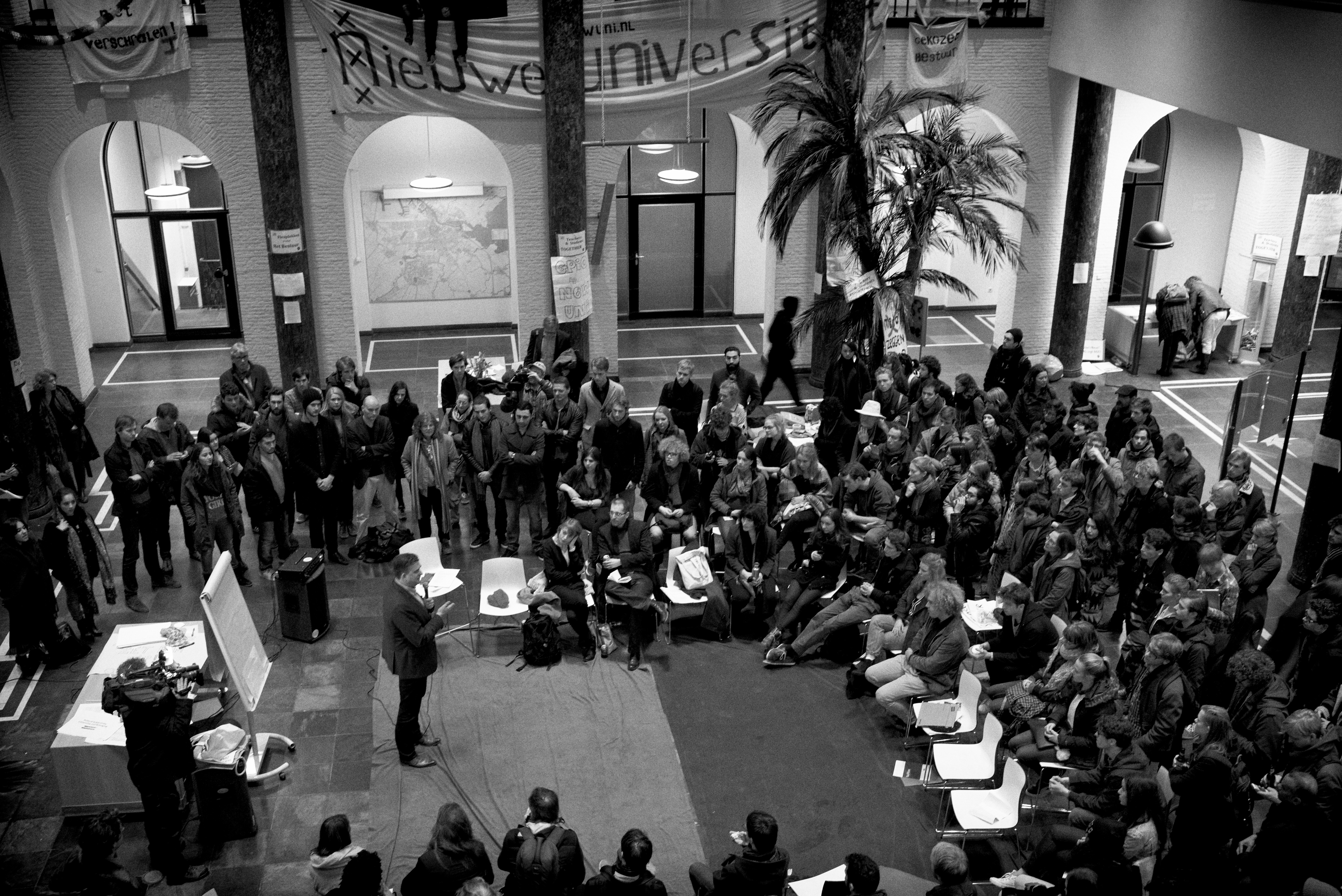
Bezetting van het Maagdenhuis in 2015

Op 25 februari 2015 werd 's avonds om 19.30 uur het Maagdenhuis opnieuw bezet: een groep van circa 300 studenten drong het gebouw binnen, uit protest tegen een eerdere ontruiming van een ander UvA-pand in de stad (het Bungehuis) waarbij 42 studenten werden gearresteerd, en omdat ze weinig vertrouwen hadden in het College van Bestuur en in de Raad van Toezicht en vragen stelden bij het algehele democratisch gehalte van de UvA. Later op de avond arriveerde de burgemeester Eberhard van der Laan, die met de bezettende studenten in debat ging en opriep tot een vreedzaam verlaten van het gebouw en een georganiseerd debat op een later tijdstip tussen bestuur, docenten en studenten. De bezetting werd op 11 april 2015 beëindigd, door een ontruiming door de ME als gevolg van de uitkomst van een kort geding dat de UvA aanspande tegen de bezetters. De ontruiming leidde tot een vertrouwenscrisis tussen de medezeggenschapsraden van de UvA en haar collegevoorzitter, Louise Gunning, die vervolgens opstapte.

## Unie met de Hogeschool van Amsterdam
Tussen september 2003 en 2017 deelden de Hogeschool van Amsterdam en de UvA een bestuur, de administratie van de HvA was destijds grotendeels in het Maagdenhuis gevestigd. Sinds de ontvlechting van de UvA en de HvA zetelt het HvA-bestuur op de Amstelcampus aan de Wibautstraat.